# Ravnets (bergskedja)
Ravnets (bulgariska: Равнец) är en bergskedja i Bulgarien.   Den ligger i regionen Plovdiv, i den centrala delen av landet, 130 km öster om huvudstaden Sofia.
Omgivningarna runt Ravnets är en mosaik av jordbruksmark och naturlig växtlighet. Runt Ravnets är det ganska tätbefolkat, med 58 invånare per kvadratkilometer.